# Eacles tucumana
Eacles tucumana är en fjärilsart som beskrevs av Rothschild 1907. Eacles tucumana ingår i släktet Eacles och familjen påfågelsspinnare. Inga underarter finns listade i Catalogue of Life.